# ドゥルグ級コルベット
ドゥルグ級コルベット（英語: Durg-class corvette）は、インド海軍のコルベットの艦級。ソ連海軍が運用していた1234型小型ミサイル艦（ナヌチュカ型）をもとにした派生型で、ソビエト連邦の設計番号としては1234E型、またNATOコードネームではナヌチュカII型（Nanuchka-II class）と称される。
基本設計はオリジナルの1234型と同様だが、艦対艦ミサイルは、P-120からP-15Mにダウングレードされている。これに伴い、火器管制レーダーもMR-331「ラングアウト」（スクエア・タイ）に変更された。
3隻が1976年から1978年にかけて輸入されたが、インド引渡までの間、便宜的にソ連海軍の名称が付された。全艦すでに退役済である。

## 同型艦
| #   | 艦名                             | 起工           | 進水           | 就役            | 退役           | 引渡前の名称 |
| --- | -------------------------------- | -------------- | -------------- | --------------- | -------------- | ------------ |
| K71 | ヴィジャイドゥルグ INS Vijaydurg | 1974年 5月31日 | 1976年 4月16日 | 1976年 12月25日 | 2002年 9月30日 | Uragan       |
| K72 | シンドゥドゥルグ INS Sindhudurg  | 1975年 1月22日 | 1976年 10月2日 | 1977年 5月29日  | 2004年 9月24日 | Priboy       |
| K73 | ホスドゥルグ INS Hosdurg         | 1975年 6月23日 | 1977年 4月14日 | 1978年 1月15日  | 1999年 6月5日  | Priliv       |